# Аріарат IV
Аріарат IV Евсеб (дав.-гр. Ἀριαράθης Δ' Εὐσεβής) — правитель Каппадокії в 220-163 роках до н. е., син басилевса Аріарата III і його дружини, македонки Стратоніки. Його правління тривало приблизно 57 років.
Аріарат IV народився у родині басилевса Каппадокії Аріарата III та його дружини Стратоніки, яка за різними відомостями була сестрою або дочкою басилевса держави Селевкідів Антіоха II Теоса. У 220 році до н. е. батько зрікається влади на користь малолітнього Аріарата IV. Історик Олег Габелко, виходячи з юного віку правителя, вважав, що Аріарат IV був молодшим сином Аріарата III, або ж давні автори дещо применшили його вік на момент воцаріння.
Басилевс був одружений з Антіохідою, однією з дочок селевкідского басилевса Антіоха III Великого та його дружини Лаодіки. Олег Габелко датував шлюб приблизно 195 до н. е., а дослідника Рензо Лукеріні приблизно 193—192 до н. е. Це був політичний шлюб, за допомогою якого Антіох Великий хотів отримати підтримку Аріарата IV у майбутній війні з Римською республікою. Сподівання Антіоха виправдалися і каппадокійці залишалися його союзниками аж до поразки у битва при Магнезії. На думку Рензо Лукеріні, з урахуванням дати народження каппадокійського басилевса, це був не перший його шлюб.
Згідно з Діодором Сицилійським, Антіохіда, «бувши надзвичайно підступною», спочатку не маючи своїх дітей, видала за своїх двох хлопчиків — Аріарата та Ороферна. Однак потім Антіохіда сама народила двох дочок, у тому числі Стратоніку, що згодом вийшла заміж за пергамського басилевса Аттала II, і Мітрідата — майбутнього басилевса Аріарата V. Після цього, оголосивши старших дітей підставними, влаштувала так, щоб Аріарат був відправлений з відповідним його статусу грошовим на виховання до Риму, а Ороферн — до Іонії (за припущенням російського історика Олега Габелка, до Прієни). За зауваженням антикознавців, повідомлення Діодора, попри свою ґрунтовність, вважається фальшивим. Можливість існування подібної ситуації за повного незнання Аріарата IV виглядає малоймовірною. Однак при цьому повністю відповідає інтересам наймолодшого з братів, Мітрідата, який подбав про потрібне йому викладення подій у династичній традиції — зображення старших братів незаконнонародженими. Можливо, старші сини мали підтримку матері, а молодший — батька. Тому Аріарат і Ороферн, коли Антіохіда, не зумівши досягти реалізації своїх намірів і, можливо, розлучившись із чоловіком, у 170-х роках до н. е. повернулася до Сирії, були змушені на вимогу батька залишити Каппадокію.
Гробниця Аріарата IV знаходилася у Мазаці, де пізніше була похована Антіохіда та їх дочка вбиті в Антіохії на Оронті.
У Кабінеті медалей зберігається унікальна каппадокійська тетрадрахма (PI.XX.1), яку дослідник Теодор Рейнах приписав Аріарату III. Отто Меркгольм на основі аналізу монограм встановив, що це монета Аріарата IV, і вона була викарбувана після сходження на трон селевкідського правителя Антіоха IV. Зображений на монеті правитель мав глибокі складки у рота та випнуту нижню губу. На думку Германа Гафнера, через такі характерні риси обличчя, дослідники одразу б ідентифікували б інші зображення басилевса у разі їх знаходження.
Аналізуючи зображення царя на монетах, дослідники дійшли висновку, що він мав збільшену щитоподібну залозу